# 北方隆士
北方隆士（きたがた たかし、1975年12月21日 - ）は日本の実業家。マリモ・アセットマネジメント（株）社長 、マリモ地方創生リート投資法人執行役員。

## 来歴
石川県小松市出身。富山大学経済学部卒業。在学中は中国経済などを専門とする清家彰敏のゼミに所属。蝶理（株）に入社。住宅都市開発部に配属。2002年 蝶理都市開発（株）へ出向。2004年8月 （株）ファンドクリエーションに入社。不動産投資部主任。シニアマネージャーなどを務める。この間に（有）ヘラクレス・プロパティーなどへも出向。2015年6月 マリモ・アセットマネジメント（株）代表取締役社長。2016年2月 マリモ地方創生リート投資法人執行役員。

## 略歴
- 1998年4月：蝶理（株）に入社。住宅都市開発部に配属[1]。
- 2002年4月：蝶理都市開発（株）へ出向。
- 2004年8月：（株）ファンドクリエーションに入社。不動産投資部主任。
- 2005年6月：FCリート・アドバイザーズ（株）へ出向。不動産運用部マネージャー。
- 2005年12月：（株）ファンドクリエーション 不動産投資部マネージャー。
- 2007年6月：（株）ファンドクリエーション 不動産投資部シニアマネージャー。
- 2010年6月：（株）ファンドクリエーションアジア事業推進室長。
- 2012年1月：（有）ヘラクレス・プロパティー へ出向。取締役。
- 2013年1月：（株）ファンドクリエーション 事業開発部シニアマネージャー。
- 2015年1月：（株）ファンドクリエーション事業開発部 兼 不動産投資部シニアマネージャー。
- 2015年6月：マリモ・アセットマネジメント（株）代表取締役社長。
- 2015年9月：マリモ・アセットマネジメント（株）代表取締役社長 兼 融資部長。
- 2016年1月：マリモ・アセットマネジメント代表取締役社長。
- 2016年2月：マリモ地方創生リート投資法人執行役員。